# Ковдозеро

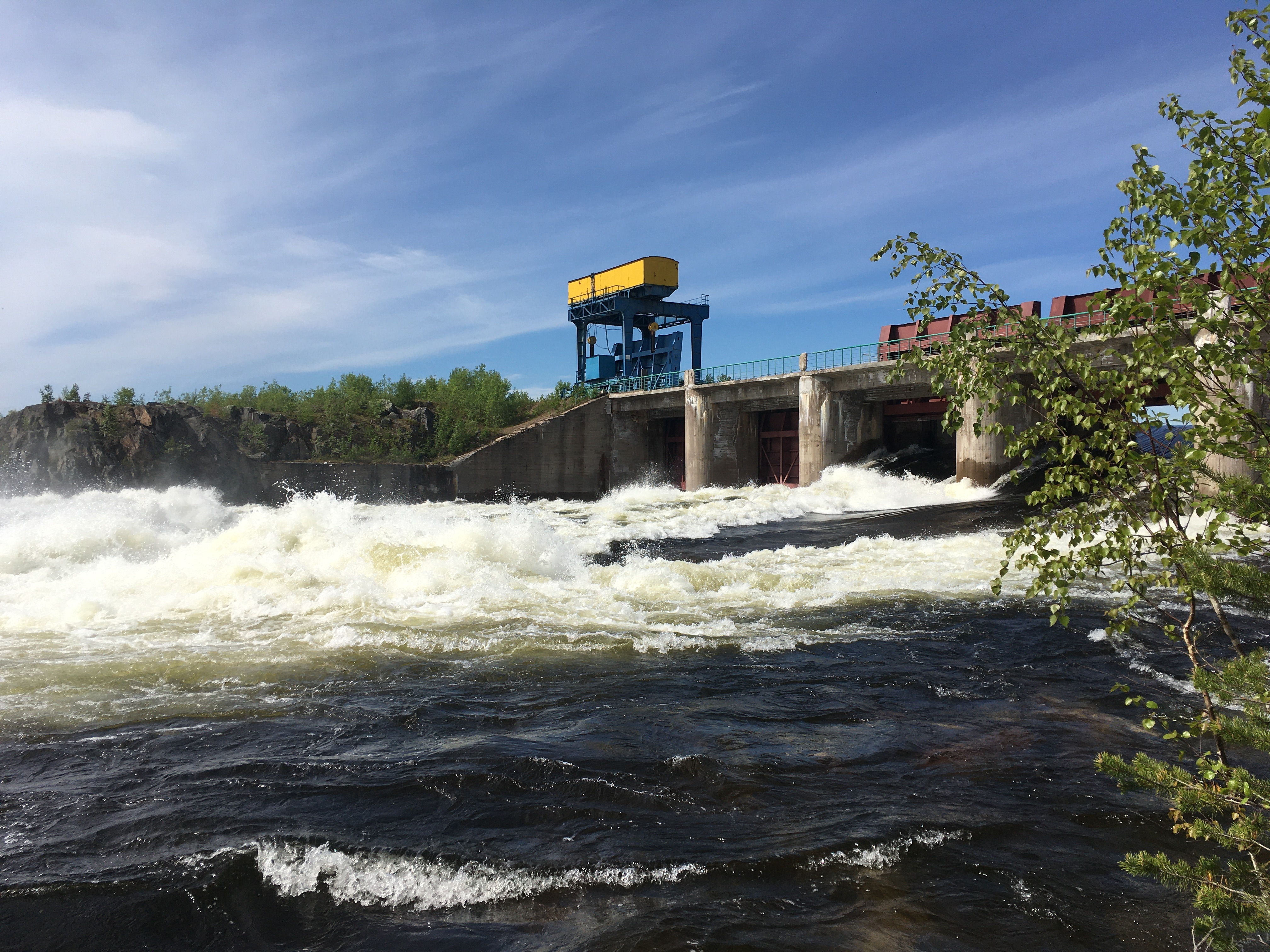
Ляхкоминский гидроузел.

Ковдозеро (также Ковда и Ковдоозеро) — озеро на реке Ковда в Кандалакшском районе Мурманской области, в 1955 году было использовано в качестве подпорья для Ковдозерского (Княжегубского) водохранилища. 

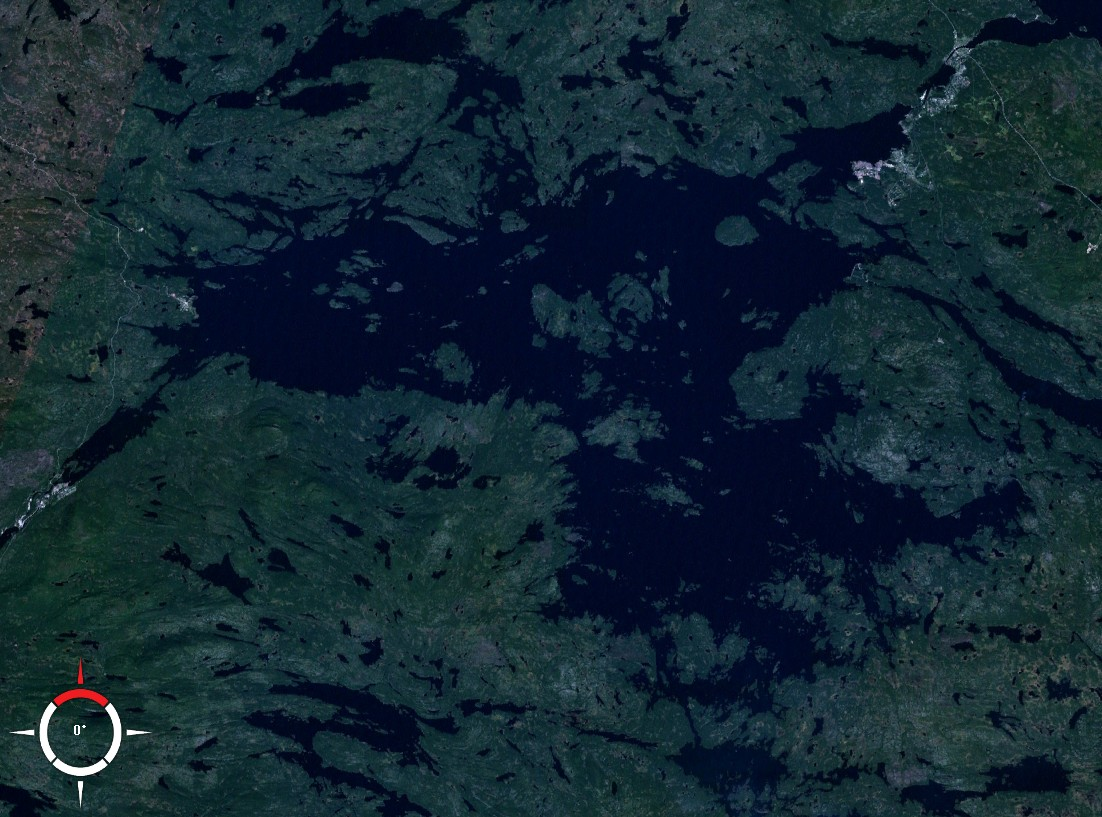
Карта Ковдозера.

В результате перекрытия Ковды плотиной Княжегубской ГЭС уровень воды в озере поднялся на 6,4 м и составляет 37 м над уровнем моря, площадь водного зеркала образовавшегося водохранилища составляет 608 км² (площадь поверхности озера при естественном уровне воды составляла 294 км²).
Питание озера в основном снеговое и дождевое. Берег изрезанный. Большое число островов (свыше 580). Впадает много рек, крупнейшие —Иова (Ковда), Лопская, Толванд. Озеро активно используется для рыболовства и судоходства.